# Tina Tyler
Pour les articles homonymes, voir Tina et Tyler.
Tina Tyler est une actrice pornographique canadienne née le 16 juillet 1965 à Vancouver.

## Biographie
Le pseudonyme de "Tina Tyler" est inspiré de Tina Louise et Steven Tyler le chanteur d'Aerosmith. Elle commence dans le x en 1992 au côté des acteurs Sean Michaels & Jake Steed.
Tina Tyler était mariée à l'acteur X Tony Tedeschi de 1993 à 1994. Elle s'est remariée en octobre 1999.
Elle apparaît dans des séries TV comme 21 Jump Street, Booker, Un flic dans la mafia (Wiseguy) le film Star 80.

## Awards

### Récompense
- 2003 AVN Best Non-Sex Performance pour The Ozporns

### Nomination
- 2000 AVN Best Supporting Actress - pour The Devil in Miss Jones 6
- 2000 AVN Best Oral - pour Tina Tyler's Favorites 1: Blow Jobs
- 2001 AVN Best All Girl Sex Scene - pour Chloe's "I Came, Did You?!!"
- 2004 AVN Best Non-Sex Performance- pour The Ozporns go to Hell

## Filmographie sélective
Film érotique
- 1983 : Star 80 : une invitée au manoir Playboy
- 2000 : The Voyeur (mini-série) : Jessica
- 2004 : Suburban Secrets : Cynthia
- 2004 : Confessions of an Adult Film Star (série télévisée)[1]
- 2006 : Bonesaw : Patricia Roberts

Film pornographique
- 1989 : Best Body in Town
- 1992 : Buttman's Face Dance 1
- 1993 : Buttwoman 4
- 1994 : In the Butt
- 1995 : Star
- 1996 : Nasty Nymphos 13
- 1997 : No Man's Land 19
- 1998 : No Man's Land 21
- 1999 : The Devil in Miss Jones 6
- 2000 : No Man's Land 32
- 2001 : Pandora's Box
- 2002 : Girl Show 2: Art Of Female Masturbation
- 2003 : Dirty 30's And Lesbian 2
- 2004 : Jenna Jameson la masseuse : la réceptionniste
- 2005 : She Sucks
- 2006 : Bisexual Built for Two
- 2007 : Gimme That Pussy
- 2008 : Sensual Ecstasy
- 2009 : MILF Magnet 3
- 2010 : This Isn't Star Trek
- 2011 : Boning The Mom Next Door 1